# Michel Kazatchkine
Michel Dimitri Kazatchkine (Courbevoie, 1946) es un médico y diplomático francés, más conocido por su trabajo internacional sobre el acceso al tratamiento del Sida.

## Biografía
Kazatchkine es hijo de inmigrantes rusos que se establecieron en Francia antes de la Segunda Guerra Mundial. Estudió en la Facultad Necker-Enfants-Malades de la Universidad de París V Descartes, antes de incorporarse al Instituto Pasteur, luego al St Mary's Hospital de Londres y a la Universidad de Harvard para recibir formación postdoctoral en inmunología.
Trabajó en Francia como investigador y en el tratamiento de enfermedades inmunológicas en el complejo hospitalario Broussais, en París. Así conoció el primer caso de SIDA en 1983 y en 1985 había fundado una clínica en París especializada en el tratamiento de dicha enfermedad.
Kazatchkine dirigió la Agencia Nacional Francesa de Investigación sobre el SIDA entre 1998 y 2005. Es miembro de Médicos del Mundo y uno de los fundadores de Nova Dona, una organización sin ánimo de lucro que presta atención a los consumidores de drogas en París. Después de haber ocupado la vicepresidencia, de febrero de 2007 a marzo de 2012 fue director del Fondo Mundial de Lucha contra el SIDA, la Tuberculosis y la Malaria. En julio de 2012, Kazatchkine fue nombrado Enviado Especial del Secretario General de las Naciones Unidas sobre el VIH/SIDA en Europa oriental y Asia central.
Fue nombrado doctor honoris causa por la Universidad de Ginebra en 2018.